# Is Tropical
Is Tropical (talvolta reso graficamente come IS TROPICAL) è un gruppo musicale di musica elettronica inglese, originario di Londra e attivo dal 2009.

## Storia del gruppo
Il gruppo, che ama esibirsi con il volto velato, inizia a registrare nel 2009 il suo primo album, pubblicato dalla Kitsuné dopo un lungo tour in Europa intrapreso dalla band. L'album contiene il brano The Greeks, al cui successo ha contribuito il videoclip diretto da Megaforce (due premi vinti agli UK Music Awards).
Nel maggio 2013 pubblicano il secondo disco, I'm Leaving.

## Formazione
- Kirstie Fleck
- Simon Milner
- Gary Barber
- Dominic Apa

## Discografia
- 2011 - Native To
- 2013 - Flags (EP)
- 2013 - I'm Leaving
- 2016 - Black Anything